# Превземане на Мосул (2014)
Превземането на Мосул, или Битката за Мосул, започва с нападението на град Мосул от бойци на ИДИЛ на 4 юни 2014 г.
Въпреки че градът е защитаван от 30 хиляди войници и 30 хиляди полицаи, те удържат града само 6 дни срещу от 800 до 1500 ислямисти. 500 хиляди жители бягат от града, за да се спасят от военните действия. В резултат от сраженията градът, банките, летището, нефотодобивното управление в Мосул са завзети от ИДИЛ на 10 юни 2014 г.

## Предистория
След протеститеизбухнали в Анбар на 30 октомври 2013 г., след като иракските племена и армия се противопоставят един на друг, ИДИЛ завладява Фалуджа и Рамади. Успешно са прекратени продължаващите конфликти в Анбар и е овладяна по-голямата част от Анбар.  След тежкото поражение в Анбар иракската армия отново започва атака срещу ИДИЛ и в резултат на тази атака те контролират отново Самара на 4 юни 2014 г. Иракската армия не спря дотук, а се опита да отслаби ИДИЛ, подлагайки на тежки бомбардировки Фалуджа. От друга страна, получава възможността да напредне и да достигне до много оръжия в Сирия, което е друга дестабилизирана среда, както в Ирак и където продължава гражданската война, а оръжията, които придоби, укрепиха силата си както в Ирак, така и в Сирия. 
Докато опитите на иракската армия да атакува Анбар продължават, действията на ИДИЛ започват да се разпространяват в централните и северните райони на Ирак. Докато ИДИЛ настъпва към Мосул, един от лидерите на ИД, Абу Абдурахман ал Билауи, е ликвидиран при атака на иракските сили за сигурност. След това ИДИЛ нарече операцията, която извършиха над Мосул, Отмъщението на Билауи.

## Падане на Мосул
Мехди Гарави, командващ иракската полиция, знаеше, че ИД ще атакува Мосул. В края на май бяха арестувани седем симпатизанти на ИДИЛ, които си сътрудничиха с ИДИЛ и планът за нападение над града беше научен от тях. Гарави подготви защита в резултат на тази атака, в резултат на която един от командирите на ИДИЛ, Абу Абдурахман ал-Билави, беше в засада. Билави се взриви, когато разбра, че ще бъде заловен. Гарави смяташе, че ИД ще спре атаката след тази загуба. Гарави инспектира контролно-пропускателните пунктове и се върна в стаята за управление на операциите в Мосул. Междувременно бойците на ИДИЛ предприеха атака. След тежките атаки на контролно-пропускателните пунктове не може да бъде спряно влизането в града на бойци от ИДИЛ. Някои военни превозни средства в Мосул също са изпратени за използване в Анбар. Следователно не може да се отговори тежко на конвоите на ИДИЛ. Ислямистите бесят, горят живи и разпъват на кръст военнопленниците.
На 5 юни в града е обявен комендантски час. Докато бойните хеликоптери на иракската армия унищожават джихадисти, ИДИЛ взриви арсенал в южната част на града с атентатори-самоубийци. На 6 юни офанзивата на ИДИЛ срещу града започна от северозапад. Две коли бомби избухват в село Мувафакие близо до Мосул, 6 войници от Чебек са убити.  На 8 юни конвой със 100 превозни средства на ИДИЛ влезе в Мосул и спящите клетки на ИДИЛ в Мосул нападнаха. Така са овладяни много квартали. Спящите клетки убиха един по един онези, които биха могли да дадат отпор на Ислямистите в Мосул, предотвратявайки формирането на противоположна сила. 
След тежките сражения в Мосул през нощта на 9 юни повечето от иракските сили за сигурност се изтеглят от града. След сраженията, продължили до обяд на 10 юни, по-голямата част от Мосул е овладян от ИДИЛ, включително летище Мосул и държавните институции.  Иракските войници, останали в Мосул, свалят униформата си и хвърлят оръжията си; Облечени като цивилни, те избягаха от града. ИД освободи над 1000 затворници и закачи знамето си на града. 

## Последици
Един ден след превземането на Мосул, ИДИЛ влезе в Байджи и завзема нефтеното поле. Затворът Байджи беше нападнат от бойци на Ислямска държава и затворниците са освободени. Използвайки местното население, ИД предупреди иракската армия да се изтегли напълно от Байджи. Бойци от ИДИЛ се оттеглят, след като иракската армия изпрати подкрепа за региона.
Същия ден е съобщено, че ИДИЛ е влязла в турското консулство в Мосул и е заловила 49 консулски служители, включително генералния консул, три деца и турските войници от специалните сили. Въоръжени сили на ИДИЛ отвели заловените турци в щаб близо до Мосул. Консулските служители бяха спасени с операцията, извършена от Националната разузнавателна организация на 20 септември 2014 г.
На 16 октомври 2016 г. започва настъпление за освобождението на Мосул от ИДИЛ, завършило с успех на 10 юли 2017 г. 